# HD 181433
HD 181433 es una estrella de magnitud aparente +8,38 en la constelación de Pavo.
Desde 2008 se conoce la existencia de tres planetas extrasolares orbitando en torno a esta estrella.

## Características físicas
Situada a 87 años luz del sistema solar, HD 181433 aparece catalogada en la base astronómica SIMBAD como una gigante o subgigante naranja de tipo espectral K3III-IV. Sin embargo, de acuerdo a la base de datos ARICNS, HD 181433 es una enana naranja de tipo K5V.
Aunque sus parámetros físicos pueden corresponder más a una subgigante que a una estrella de la secuencia principal, lo que parece claro es que no es una gigante.
Así, su luminosidad es inferior a una tercera parte de la del Sol e igualmente su radio es un 22% más pequeño que el radio solar.
Tiene una temperatura efectiva de 4915 ± 63 K.
También inferior en masa respecto al Sol —en torno a 0,78 masas solares—, tiene una incierta edad de 2000 millones de años, aunque podría ser considerablemente superior.

## Composición química
HD 181433 es una estrella muy rica en metales, siendo su abundancia relativa de hierro 2,1 veces mayor que la del Sol ([Fe/H] = +0,33).
De hecho, entre más de 450 estrellas similares, sólo cuatro —entre ellas HD 115585 y HD 83443— poseen una mayor metalicidad.
Todos los elementos evaluados son sobreabundantes en relación con los niveles solares. En particular, cabe señalar su contenido de vanadio, ocho veces más elevado que en el Sol, así como su contenido de cobalto, 5,6 veces superior.

## Sistema planetario
En junio de 2008, el European Southern Observatory (ESO) anunció el descubrimiento de dos planetas extrasolares orbitando alrededor de HD 181433. Los dos planetas fueron descubiertos con el método de la velocidad radial, usando el espectrógrafo HARPS, situado en Chile. El primero de ellos, HD 181433 b, es un planeta del tipo «supertierra» con una masa 7,5 veces mayor que la masa terrestre; se mueve en una órbita interna con un período orbital de sólo 9,37 días. El segundo planeta, HD 181433 c, es más masivo y se mueve en una órbita más alejada con un período orbital de 3 años.
Posteriormente se descubrió un tercer planeta, HD 181433 d, situado a 3 UA de la estrella y cuya órbita es moderadamente excéntrica (e = 0,48).
| Nombre      | Nombre      | Masa        | Semieje mayor | Periodo orbital      | Excentricidad |
| ----------- | ----------- | ----------- | ------------- | -------------------- | ------------- |
| HD 181433 b | HD 181433 b | > 0,0238 MJ | 0,08 UA       | 9,3743 ± 0,0019 días | 0,396 ± 0,062 |
| HD 181433 c | HD 181433 c | > 0,64 MJ   | 1,76 UA       | 972 ± 15 días        | 0,28 ± 0,02   |
| HD 181433 d | HD 181433 d | > 0,54 MJ   | 3 UA          | 2172 ± 158 días      | 0,48 ± 0,05   |